# Johan Burk
Johan Frederik Karel Hendrik Jacob Burk, nizozemski veslač, * 11. maj 1887, Amsterdam, † ?.
Burk je bil član nizozemskega četverca brez krmarja, ki je na Poletnih olimpijskih igrah 1908 v Londonu osvojil bronasto medaljo.